# پاتریک برگین
پاتریک برگین (به انگلیسی: Patrick Bergin) (زاده ۴ فوریهٔ ۱۹۵۱) بازیگر و خواننده ایرلندی است. از فیلم‌های معروف او می‌توان به بازی در فیلم طلسم الا، بازی پاتریوت، خوابیدن با دشمن، مرد چمن‌زن ۲، تافین، چشم ناظر و سیرک نامرئی اشاره کرد.